# With Me (Sum 41)
With Me è un singolo dei Sum 41, il terzo estratto dal loro album Underclass Hero.

## La canzone
With Me è un brano dedicato dal cantante Deryck Whibley all'allora moglie Avril Lavigne; nella canzone il cantante voleva esprimere quanto fosse importante per lui il rapporto con Avril.
La prima esibizione live di With Me è stata il 26 gennaio 2008 al Daytona International Speedway a Daytona Beach, Florida. Il brano è stato utilizzato nella colonna sonora del settimo episodio della prima stagione di Gossip Girl.

## Video musicale
Nel videoclip, diretto dal batterista dei Sum 41 Steve Jocz, la band suona la canzone in una casa abbandonata, piena di foto di diverse coppie.

## Formazione
- Deryck Whibley - voce, chitarra
- Steve Jocz - batteria
- Jay McCaslin - basso

## Classifiche
| Classifica (2008) | Posizione massima |
| ----------------- | ----------------- |
| Canada            | 37                |
| Canada (digital)  | 35                |